# 科学捜査研究所
科学捜査研究所（かがくそうさけんきゅうしょ）とは、警視庁および道府県警察本部の刑事部に設置される附属機関。略称は科捜研（かそうけん）。

## 概要
科学捜査は、研究および鑑定を行う。警察庁科学警察研究所（略称は「科警研（かけいけん）」）と連携して、科学捜査を支えている。研究所の所員は1分野で1人 - 20人程度の所がほとんどで、総所員数も10人 - 70人程度である。
原則として業務は法医学（生物科学）・心理学・文書・物理学（工学）・化学の分野に分かれ、専門知識を踏まえ、科学的な見地から犯罪捜査に関わる鑑定や研究等を行う。
略称が似ており科警研と混同されがちだが、科警研が警察庁の附属機関であるのに対して、科捜研は都道府県警察本部の付属機関である点が異なる。ちなみに科警研の設立当初の名称は「科学捜査研究所」であり、警視庁の科捜研は「犯罪科学研究所」（通称：ハンケン）であった。

## 職員
研究員は警察官ではなく研究職員（一般職）であり、捜査権は有さない。それぞれの専門知識・技術を応用して、犯罪現場から採取された資料などの検査（鑑定）を行っている。さらに鑑識技術向上のための研究開発を行う。全国の科学捜査研究所に数百人の研究員が存在する。
警察官が配属される場合もあり、研究補助や鑑定補助、庶務が主な業務である。

### 採用
職員の採用は都道府県によって大きく異なり、都道府県で研究職として独自の試験、面接を行うことで採用する場合や、地方上級試験から採用する場合などさまざまである。採用試験の内容は地方公務員上級程度の教養試験、志望分野の専門試験と口述試験、人物を見るための面接試験、適性検査および論文試験となっている場合が多い。
基本的に研究所は小規模なため、各分野で数年に1人程度の採用の所も多く、希望の年に希望の都道府県で希望の分野での採用試験を受けることは非常に難しい。ただ、警視庁ではほぼ毎年採用がある。大規模警察本部では細い分野別に採用している所もある。近年、新卒採用において、大学院生を積極的に採用する傾向があるものの、分野によっては学部生で採用される場合もある。事前に取得しておかなければならない資格などはない。
中途採用を行っている所もあるが、その分野での業務経験があることや、専門知識を持っていること、大学院卒などが条件である場合が多く、ハードルが高い。例年採用人数は全国の各分野合計で数十人程度。採用人数が極めて少ないことから採用試験倍率は数十倍程度となる事が多く、100倍を超える事も珍しくない。受検者層に修士卒や博士卒などの高学歴が多いことも加味すれば、本試験は一般的な公務員試験よりも遥かに合格難易度が高い試験であると言える。

### 採用後
通常はまず都道府県の警察学校に入校し研修を1か月間受けなくてはならない。ただ、警察官とは違い、術科（柔道・剣道・逮捕術）はなく、座学（規律・職務倫理・法律）が中心である。
さらに、入庁1年目の秋には全国の科学捜査研究所の新人研究員が千葉県柏市にある警察庁科学警察研究所に法科学研修所鑑定技術職員として入所し研修を受ける。さらに5年目にもさらに高いレベルの研修を受ける。科学捜査研究所の研究員の身分は地方公務員研究職職員である。

### 昇進
研究員技師→研究員主任→研究員主査→研究員副主幹→管理官→所長

### 資格等
科学捜査研究所の研究員で業務遂行において絶対不可欠な資格は存在しない。研究員で取得者が多い資格は以下のとおりである。
- 公認心理師（心理学関係の業務を行うものが入所後取得するケースが多い）
- 薬剤師
- 臨床検査技師
- 技術士
- 放射線取扱主任者
- 修士（学位）（半数以上が修士の学位を保有。）
- 博士（学位）（全国の科捜研の博士学位保有者は合計80人程度で全体の約1割程度。内容は医学博士 ・薬学博士・理学博士・工学博士・文学博士など）
- DNA型鑑定員（科学警察研究所法科学研修所の所要の研修課程を修了し、DNA型鑑定に必要な知識・技術を修得したと認められる者に対し、DNA型鑑定資格認定書が交付された者[1] 。自分の名前でDNA型の鑑定書を出せる[要出典]）

## 業務

### 法医（生物科学）分野
犯罪現場に残された血液および血痕・体液・毛髪・骨・組織など犯罪に関連する多くの資料について鑑定・検査を行う。これらの資料から血清学的な手法による血液型検査やDNA型鑑定などを行う。
また、実際の犯罪現場でもルミノール反応など様々な検査を行う。たとえば、すでに被疑者が逃亡してしまったあとでも現場に残された痕跡からDNA照合で犯人の割り出しを行う。平成初期は、足利事件、飯塚事件にて低い精度の鑑定による杜撰な判定が発覚している。
DNA鑑定は平成18年以降、4兆7000億人に1人の割合でしか重複しないところまで精度が向上した。これにより鑑定結果の重要性が増している。さらに、裁判員制度が導入されたことからも、物証の重要性が増している。ここ5年で鑑定委託件数は30倍に増加。各都道府県警察は鑑識課の人員増員を行っている。しかし鑑定人は熟練が必要で、鑑定人育成のためには長い時間がかかる。このためDNA鑑定が追いつかず、鑑定待ちの資料が急増している。
主な専門分野は分子生物学・生化学・遺伝子工学・生物工学。
2010年、警察庁は30億円をかけて47都道府県の科学捜査研究所に対して最先端水準のDNA型解析ソフトウェア・ジェネティックアナライザー・DNA抽出機器を設置している。

### 心理分野
犯罪心理の研究、ポリグラフなどによる虚偽検出などの業務を行う。
主な専門分野は生理心理学・認知心理学・社会心理学・犯罪心理学・犯罪精神医学・犯罪社会学。

### 文書（人文）分野
筆跡・印章・印字印刷物・不明文字・通貨などの鑑定業務とその研究、詐欺・贈賄・文書偽造などの鑑定を行う。裁判で証拠物件の検証のために鑑定を担当することもある。

### 物理学（工学）分野
火災・交通事故・発砲事件での再現実験や調査、車両・構造物・機械・銃器・弾丸・音声・音響などや電子機器などの検査鑑定を行う。サイバー犯罪に使用されたコンピューターの解析も行う。
主な専門分野は材料力学・流体工学・熱工学・システム解析学・情報工学・計算工学・電気工学。

### 化学分野
覚せい剤・麻薬・シンナー・大麻などの依存性薬物や、中毒死事件の毒物・薬物・放火事件で使用された油類・不法投棄された廃棄物や産業排水・繊維・塗料・樹脂・金属などの化学的鑑定・検査、油類・火薬類・金属類等各種工業製品の分析検査鑑定・薬類・爆発物・高圧ガス・放射性物質・その他危険物の取締りに関する業務を行っている。化学工場の爆発事故などが起これば現場に出動し、原因解明を行うこともある。兵庫県にあるSPring-8で微量成分の解析分析も行う場合もある。
主な専門分野は分析化学・無機化学・高分子化学・有機化学・放射化学・物理化学。

### 研究開発
鑑定業務の他に各々の分野において鑑定技術の研究開発を行っている。犯罪の手口が巧妙化しており、更なる精度の向上・簡略化・迅速性・冤罪防止の必要性があり、最新の機器を導入することとともに研究所としての技術向上のために研究開発は不可欠なものとなっている。
研究内容はそれぞれの研究所で得意とする専門分野があり主に専門に特化した研究開発を行っている。最新の技術を導入するために、大学や学術学会などと連携し研究開発を行うことが多い。研究員が博士の学位の取得のため研究所の支援のもと大学院に社会人博士として入学し博士の学位を取得するケースも増えている。現在、博士学位保有者が全国で80人程度となっている。最近では特許取得なども行われている。

## 捜査における位置づけ
鑑識課と合同で捜査のバックアップをすることもあるが近年は科捜研独自での科学捜査活動も行う。特別捜査官を募集・採用したりなど刑事捜査に科学捜査を本格的に導入したりすることが検討され、警視庁などでは試験的に導入もされている。
交通事故（ひき逃げなど）の捜査は、交通部（または交通課）が行うが、そちらに対しても科捜研は支援を行う。
鑑識課との関連
鑑識課は刑事警察が捜査対象とする全ての事件の鑑識活動（現場保存、現場観察、資料の保全）を行う。
科学捜査研究所は通常の捜査や鑑識活動では解明できない事案の鑑定や研究を行う。
鑑識課と科捜研は常に連携をとっており、事件発生の際は証拠品・遺留品情報が科捜研に届けられる。

## 労働環境
勤務地は一部の例外を除いて都道府県警察本部所在地であり、転勤などがない。ただし企業や科警研、海外への長期出向や長期研修などがある場合がある。給与、福利厚生は地方公務員研究職としての待遇に各種手当を加えた程度である。

## 所在地
- 科学警察研究所 - 柏市柏の葉6丁目3番地1
- 北海道警察本部 - 札幌市中央区北2条西7丁目
- 青森県警察本部 - 青森市新町2丁目3-1
- 岩手県警察本部 - 盛岡市内丸8-10
- 秋田県警察本部 - 秋田市山王4-1-5
- 宮城県警察本部 - 仙台市青葉区本町3丁目8-1
- 山形県警察本部 - 山形市松波2丁目8-1
- 福島県警察本部 - 福島市杉妻町2-16
- 警視庁本部 - 東京都千代田区霞が関2丁目1-1
- 茨城県警察本部 - 水戸市笠原町978-6
- 栃木県警察本部 - 宇都宮市塙田1丁目1-20
- 群馬県警察本部 - 前橋市大手町1丁目1-1
- 埼玉県警察本部 - さいたま市大宮区北袋町1丁目197-7（大宮警察署内）
- 千葉県警察本部 - 千葉市中央区長洲1丁目9-1
- 神奈川県警察本部 - 横浜市中区山下町155（本部とは別館）
- 新潟県警察本部 - 新潟市中央区新光町4-1
- 山梨県警察本部 - 甲府市丸の内1丁目6-1
- 長野県警察本部 - 長野市大字南長野字幅下692-2
- 静岡県警察本部 - 静岡市葵区追手町9-6
- 富山県警察本部 - 富山市新総曲輪1-7
- 石川県警察本部 - 金沢市鞍月1丁目1
- 福井県警察本部 - 福井市大手3丁目17-1
- 岐阜県警察本部 - 岐阜市薮田南2丁目1-1
- 愛知県警察本部 - 名古屋市中区三の丸2丁目1-1
- 三重県警察本部 - 津市栄町1丁目100
- 滋賀県警察本部 - 大津市打出浜1-15
- 京都府警察本部 - 京都市上京区藪ノ内町85-3
- 大阪府警察本部 - 大阪市中央区本町1丁目3-18（東警察署内）
- 兵庫県警察本部 - 神戸市中央区下山手通5丁目4-1
- 奈良県警察本部 - 奈良市登大路町80番地
- 和歌山県警察本部 - 和歌山市小松原通1丁目1-1
- 鳥取県警察本部 - 鳥取市東町1-271
- 島根県警察本部 - 松江市殿町8-1
- 岡山県警察本部 - 岡山市北区内山下2丁目4-6
- 広島県警察本部 - 広島市中区基町9-42
- 山口県警察本部 - 山口市滝町1-1
- 徳島県警察本部 - 徳島市万代町2丁目5-1
- 香川県警察本部 - 高松市番町4丁目1-10
- 愛媛県警察本部 - 松山市南堀瑞町2-2
- 高知県警察本部 - 高知市丸ノ内2丁目4-30
- 福岡県警察本部 - 福岡市博多区東公園7-7
- 佐賀県警察本部 - 佐賀市松原1丁目1-16
- 長崎県警察本部 - 長崎市尾上町3-3
- 熊本県警察本部 - 熊本市中央区水前寺6丁目18-1
- 大分県警察本部 - 大分市大手町3丁目1-1
- 宮崎県警察本部 - 宮崎市旭1丁目8-28
- 鹿児島県警察本部 - 鹿児島市鴨池新町10-1
- 沖縄県警察本部 - 那覇市泉崎1丁目2-2

## 科学捜査研究所を舞台とした作品
小説
- 島田一男『科学捜査官』

漫画
- 古賀慶『トレース 科捜研法医研究員の追想』

テレビドラマ
- 怪奇大作戦

同名の組織が登場するが、全くの無関係。これを踏まえて、続編的作品の『怪奇大作戦 セカンドファイル』や『怪奇大作戦 ミステリー・ファイル』では特殊科学捜査研究所に変更されている。
- 科学捜査官
- 科捜研の女（テレ朝系）
- 科学捜査研究所・文書鑑定の女
- トレース～科捜研の男～
- 最後の鑑定人

## 参照項目
- 法科学